# Martin Oliva
Martin Oliva (* 23. srpna 1951 Brno) je český archeolog, specializuje se na paleolit a mezolit v českých zemích a těžbu kamenných surovin v pravěku. Přes 20 let vedl Ústav Anthropos v Brně, byl správcem Věstonické venuše. Pracuje v Moravském zemském muzeu v Brně.
Byl členem rady Préhistoire Européenne v Lutychu (1987-2001), je místopředsedou České archeologické společnosti, šéfredaktorem časopisu Acta Musei Moraviae, Scientiae sociales, členem ediční rady časopisu Anthropologie a Archeologických rozhledů.
Je autorem mnoha vědeckých děl v oblasti archeologie paleolitu, mezolitu a různých aspektů pravěkého hornictví. Provádí rozsáhlé systematické odkryvy v exploatační oblasti rohovců v Krumlovském lese s prokazovanou těžbou od mezolitu po dobu halštatskou.

## Život
Po absolvování Strojní průmyslové školy v Brně studoval v letech 1975-1980 archeologii a historii na dnešní Filozofické fakultě Masarykovy univerzity (FF MU) v Brně (bývalé Univerzity Jana Evangelisty Purkyně - UJEP), studium ukončil roku 1980 diplomovou prací Aurignacien na Moravě. V roce 2001 se habilitoval prací Pravěká těžba silicitů ve střední Evropě a výzkum v Krumlovském lese. Svoji disertaci s názvem Pravěké hornictví v Krumlovském lese. Vznik a vývoj industriálně-sakrální krajiny na jižní Moravě obhájil v roce 2010 a získal titul doktor historických věd.
Na konci studia nastoupil do oddělení pravěku Moravského zemského muzea.V roce 1981 absolvoval půlroční stáž na Institutu du Quaternaire na Univerzitě Bordeaux I, což bylo jedno z hlavních center výzkumu paleolitu v klasické “akvitánské” oblasti, vedené profesorem François Bordesem. Po návratu pracoval ve stejném oddělení MZM, roku 1982 přešel do Muzea Vysočiny Třebíč (tehdy Západomoravské muzeum) a působil zde do roku 1986. Na tomto pracovišti vytvořil u nás první formalizovaný slovník archeologického materiálu pro počítačovou evidenci, která se právě tam začala rozvíjet. Do MZM se vrátil v roce 1986, a to jako archeolog ústavu Anthropos po doc. PhDr. Karlu Valochovi, DrSc. V muzeu byl téhož roku pověřen vedením rozsáhlého zachraňovacího výzkumu v Milovicích na jižní Moravě, který prováděl do roku 1991. Hlavním výsledkem výzkumu byl objev chýše z mamutích kostí, dosud jediné mimo východní Evropu, a odkryv rozsáhlých akumulací mamutích kostí. Lokalita byla vybrána za jednu z exkurzních zastávek XII. kongresu UISPP v Bratislavě.
Roku 1996 absolvoval dvouměsíční stáž na univerzitě v Lutychu a kratší pobyt na Katolické univerzitě v Lovani. Zúčastnil se aktivně světových kongresů UISPP 1991 v Bratislavě, 1996 ve Forli, 2001 v Lutychu, 2006 v Lisabonu a 2015 v Burgosu, mezinárodních silexových konferencí ve Varšavě 1995, v Bochumi 2001, v Madridu 2009, ve Vídni 2010, v Krzemionkách 2019, ročních mítinků Evropské asociace archeologů v Lyonu 2004, Corku 2005 a na Maltě 2008, nebo kongresu Americké antropologické asociace v San Juanu roce 2006.
V roce 1990 byl na konferenci v Belgii zvolen zástupcem České republiky v osmé (mladopaleolitické) komisi UISPP (Union Internationale des Sciences Préhistoriques et Protohistoriques – Mezinárodní unie prehistorických a protohistorických věd). V roce 1992 působil jako hostující profesor na  Université Paris IV Panthéon-Sorbonne.V letech 2000-2003 byl členem mezinárodní pracovní skupiny při Institut de Paléontologie Humaine v Paříži.
Pedagogickou činnost zahájil roku 1986 na katedře archeologie FF UJEP, dnes na FF MU v Brně, kde vedl a dosud vede základní kurzy paleolitu, stabilně středoevropského a střídavě i evropského, působí zde i jako oponent, školitel doktorandů a člen zkušebních komisí. Paleolit střední Evropy přednáší od roku 2003 rovněž na Západočeské univerzitě v Plzni a od roku 2010 také na Univerzitě Karlově v Praze, dříve působil též na univerzitách v Opavě a Bratislavě.

## Dílo
Ve své diplomové práci na téma moravského aurignacienu vycházel především z vlastních sběrů štípané industrie, aktualizovaná diplomová práce vyšla roku 1987 jakožto samostatný svazek Studií muzea Kroměřížska. Výzkumem v Milovicích zahájil celkové zpracování moravského gravettienu, které završil v roce 1999 obhájením doktorské disertační práce (Ph.D.) Gravettien na Moravě. V monografii o milovickém gravettienu z roku 2009 se pak zabýval především významem akumulací mamutích kostí.
Od roku 1992 provádí plánovitý soustavný odkryv v exploatační oblasti rohovce u Krumlovského lesa.V roce 1994 začal spolu s touto lokalitou zkoumat těžní jámy na rohovec v Krumlovském lese, jedná se o lokalitu s nejdelší těžební činností v Evropě, trvající nejméně od počátku mezolitu do starší doby železné. Těžba z mezolitu byla identifikovaná roku 2016.
V rámci terénní výzkumné činnosti vedl jako řešitel šest grantových projektů, u dalších tří byl spoluřešitelem. Projekty se týkaly pospaleolitických štípaných industrií, těžby v Krumlovském lese a stanice lovců mamutů u Milovic, kompendia českého paleolitu a digitalizace fotoarchivu Karla Absolona. V oblasti teoretické měla značný ohlas jeho reinterpretace tzv. hromadného hrobu z Předmostí jakožto druhotné depozice vybraných kostí a rozpoznání atributů šamanismu v hrobě Brno 2.
Některé práce jsou zaměřeny etnograficko-etnologicky a slouží jako podklady tvorby modelů životních situací evropských paleolitců. V oblasti muzeologie je autorem několika krátkodobých výstav v třebíčském muzeu (archeologie) a stálých expozic v pavilonu Anthropos MZM.